# Première Nation de Muskrat Dam Lake
La Première Nation de Muskrat Dam Lake est une bande indienne de la Première Nation des Oji-Cris du Nord de l'Ontario au Canada. Elle réside sur la réserve Muskrat Dam Lake situé sur la rive du lac Muskrat Dam dans le district de Kenora. En juin 2008, elle avait une population enregistrée de 387 membres dont 195 vivaient sur la réserve.

## Transports
Le principal lien de transport est l'aéroport de Muskrat Dam.

## Services
Le service de police est effectué par le Nishnawbe-Aski Police Service (en).